# Darja Kaczanowa
Darja Dmitrijewna Kaczanowa (ros. Дарья Дмитриевна Качанова, ur. 17 września 1997 w Niżnym Nowogrodzie) – rosyjska łyżwiarka szybka, dwukrotna medalistka mistrzostw świata.

## Kariera
Na mistrzostwach świata juniorów w Warszawie w 2015 roku zdobyła srebrny medal w biegu na 500 m oraz brązowy w sprincie drużynowym. Na rozgrywanych rok później mistrzostwach świata juniorów w Changchun zwyciężyła na 500 m i w sprincie drużynowym, a w biegu na 1000 m była druga. Kolejne trzy medale zdobyła podczas mistrzostw świata juniorów w Helsinkach w 2017 roku: złote na 500 m i 1000 m oraz brązowy w biegu na 1500 m.
Po raz pierwszy na podium zawodów Pucharu Świata stanęła 23 listopada 2018 roku w Tomakomai, kończąc rywalizację w biegu na 500 m na trzeciej pozycji. W zawodach tych wyprzedziły ją jedynie Nao Kodaira z Japonii i Austriaczka Vanessa Herzog. Na dystansowych mistrzostwach świata w Inzell w 2019 roku wspólnie z Olgą Fatkuliną i Angieliną Golikową zdobyła brązowy medal w sprincie drużynowym. Podczas rozgrywanych rok później mistrzostw świata w Salt Lake City była druga w tej konkurencji.